# Industrieverband Fahrzeugbau
La Industrieverband Fahrzeugbau (en català: Associació Industrial per a la Construcció de Vehicles), usualment abreviada com IFA, fou un conglomerat i unió d'empreses per a la construcció de vehicles d'automòbil a la República Democràtica Alemanya (RDA).
L'IFA produí bicicletes, motocicletes, automòbils, furgonetes i camions pesants. Tots els fabricants d'automòbils i motocicletes del país formaven part de l'IFA, incloent Barkas, EMW, IWL, MZ, Multicar, Robur, Sachsenring i Simson.

## Història

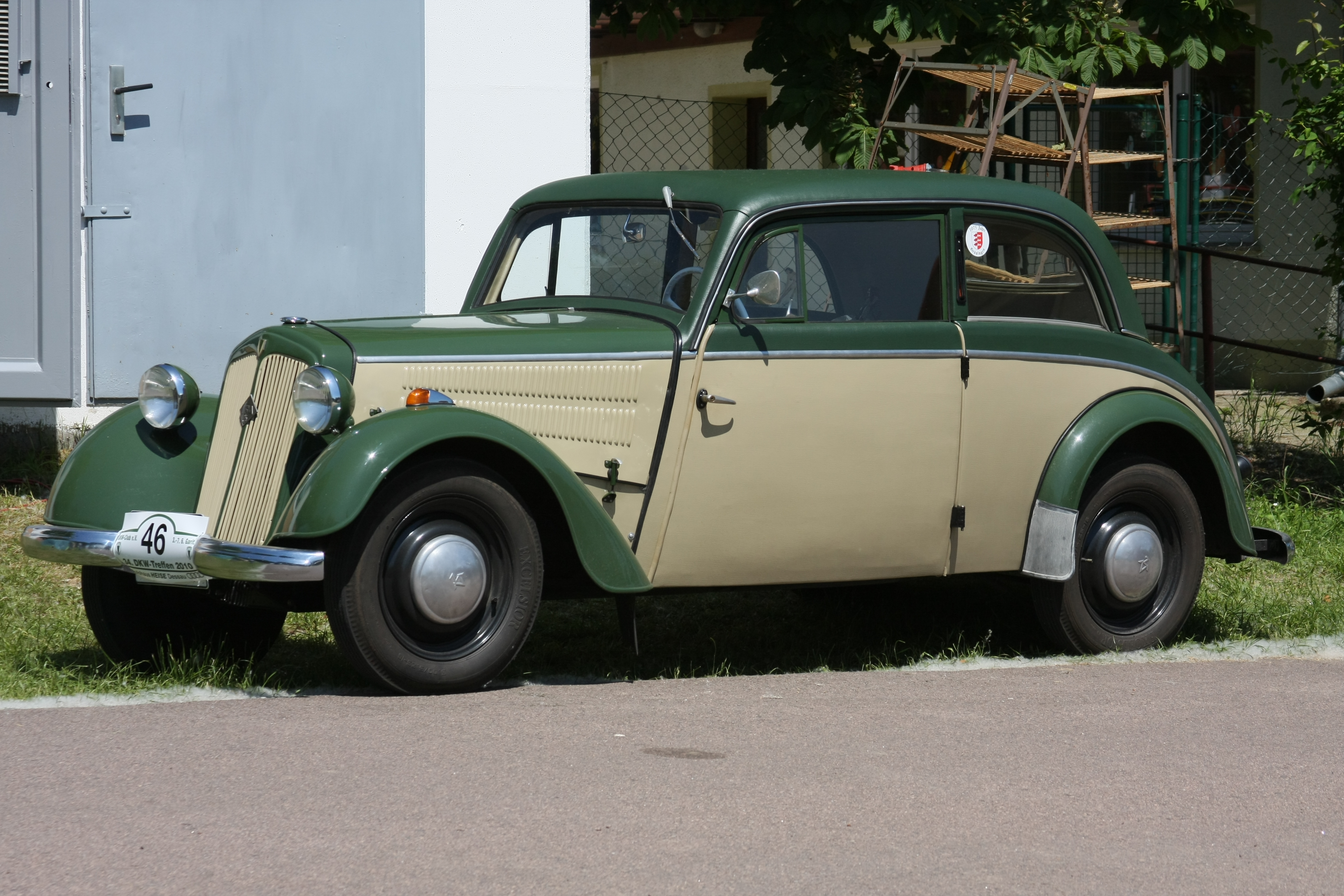
IFA F8 Berlina 2 portes (1948-1955)

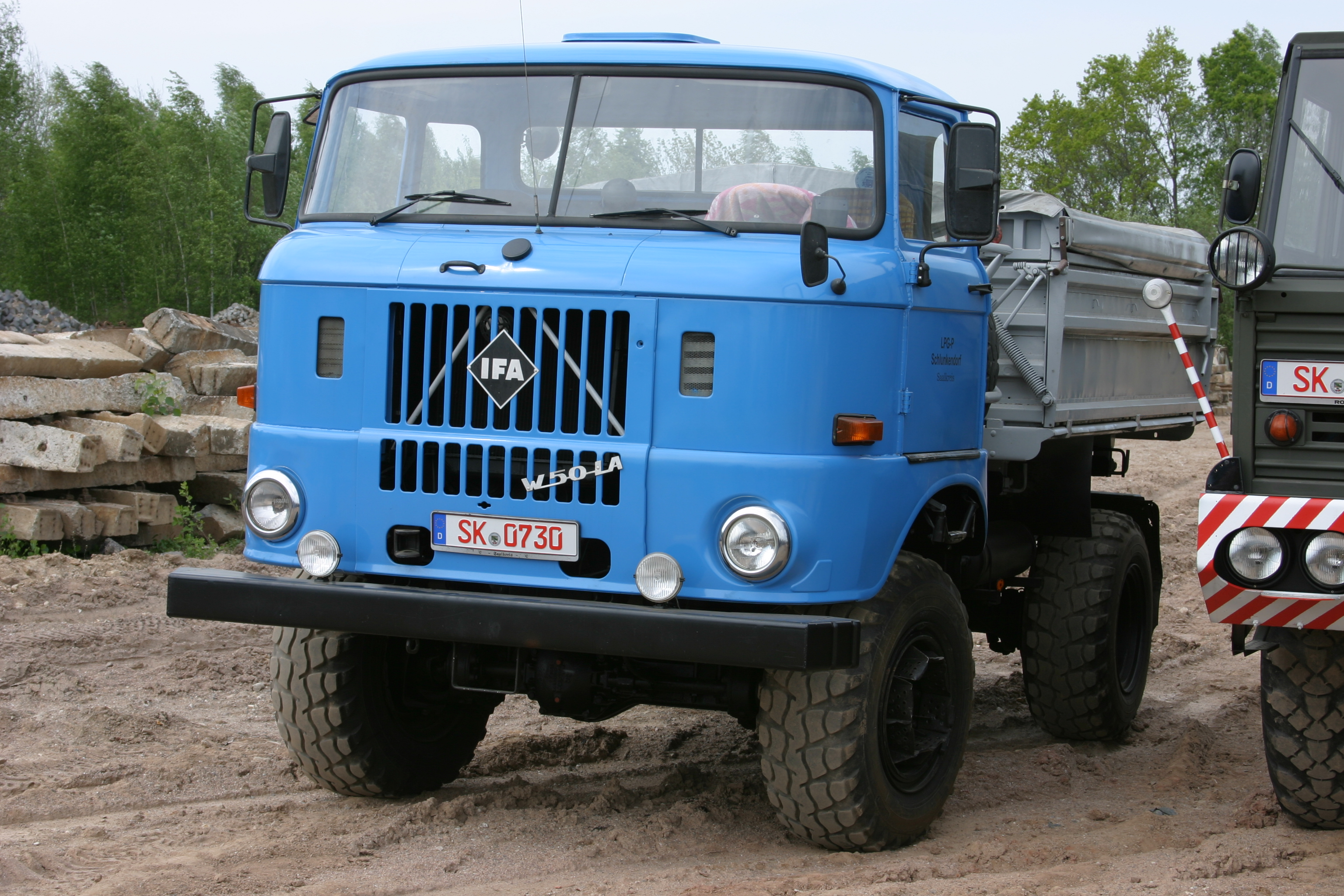
IFA W50 LA (1965-1990)

Els cotxes amb marca IFA estaven basats en dissenys de DKW de pre-guerra i eren produits a la factoria Horch de Zwickau. L'IFA F8 comptava amb un motor de dos cilindres en línia de 684 centímetres cúbics, mentre que l'IFA F9 equipava un motor de tres cilindres en línia de 804 cc. Les carrosseries de l'F8 eren copies exactes del model de pre-guerra i ràpidament semblaren passades de moda, malgrat algunes versions especials carrossades per Baur de Stuttgart, aleshores a la República Federal Alemanya (RFA). L'F9 no havia estat produit en sèrie abans de 1939, romanent com a prototip de la DKW i per això el desenvolupament dels models de l'RDA i l'RFA fou diferent. En total, més de 26.000 unitats de l'F8 i 30.000 de l'F9 foren construïdes. La marca comercial (no confondre amb l'empresa) fou abandonada per a automòbils l'any 1956 i l'F8 fou recarrossat i comercialitzat com a AWZ P70, mentre que l'F9 fou recarrossat i comercialitzat com a Wartburg 311, passant la producció del model a Eisenach.
Pel que fa a camions i autobusos, sota la marca IFA, la factoria IWL produí els IFA W50 i IFA L60, així com tota la sèrie de vehicles comercials de la marca Robur.

## Models
- Framo V501 (1946-1951)
- EMW 327 (1946-1955)
- IFA H3 (1947-1949)
- Phänomen Granit 27 (1949-1953)
- EMW 340 (1949-1955)
- IFA F8 (1949-1955)
- IFA F9 (1950-1956)
- IFA H3A (1950-1958)
- Framo V901 (1951-1954)
- EMW 325 (1952)
- IFA P1 (1952)
- IFA P2M (1952-1958)
- IFA H6 (1952-1959)
- IFA H6B (1952-1959)
- IFA G5 (1952-1964)
- Phänomen Granit 30K (1953-1961)
- Do 54 (1954-1957)
- IFA P2S (1954-1962)
- Barkas V901/2 (1954-1961)
- AWE Rennsportwagen (1954-1956)
- AWZ P70 (1955-1959)
- Wartburg 311 (1955-1965)
- Horch P240 (1956-1959)
- Do 56 (1957-1959)
- Wartburg 313 (1957-1960)
- Trabant 500 (1958-1962)
- IFA S4000 (1958-1967)
- Barkas B1000 (1961-1990)
- IFA Robur (1961-1990)
- DUO (1961-1991)
- Trabant 600 (1962-1965)
- IFA P3 (1962-1966)
- Trabant 601 (1964-1990)
- Wartburg 312 (1965-1967)
- IFA W50 (1965-1990)
- Wartburg 353 (1966-1989)
- Melkus RS 1000 (1969-1973)
- Melkus PT 73 Spyder (1973)
- SRG MT 77 (1977-1982)
- IFA L60 (1987-1990)
- Wartburg 1.3 (1988-1991)
- Trabant 1.1 (1990-1991)